# Metal Fighter Miku
Metal Fighter Miku (яп. メタルファイター♥MIKU Металлический воин Мику) — японский аниме-сериал, созданный компанией J.C.Staff. 13 серий транслировались по каналу TV Tokyo с 8 июля по 30 сентября 1994 года. Режиссёр: Акиюки Симбо. В 2001 году сериал вышел на DVD издании.

## Сюжет
В 2061 году быстро набирает популярность новый вид спорта «Neo Pro-Wrestling», для которого нужна боевая супер-броня, это наподобие бокса и Греко-римской борьбы. Мику, молодая девушка добровольно входит в женскую команду «Милая четвёрка». Новой команде предстоит пройти через жёсткую конкуренцию, строгие и порой бесчеловечные тренировки. Позже к ним присоединяется знаменитый тренер, который тренировал когда то чемпионку Аквамарин. Девушкам предстоит сражаться на матчах, которые с каждым разом будут сложнее. Главная цель — стать чемпионами.

## Список персонажей

### The Pretty Four
Мику — главная героиня сериала. Он самый новый член «милой четвёрки» а позже становится её капитаном. В начале Мику была ярой фанаткой Нэо-рестлинга и имела собственного кумира — Аквамарин.
Сэйю: Конами Ёсида
Гинко — ранний капитан команды. Гинко очень вспыльчивая и всегда рвётся на арену. Она также любит смотреть боевики.
Сэйю: Ай Орикаса
Нана — самый младший член команды. Она ещё подросток. Её все обожают за кавайность.
Сэйю: Марико Онодэра
Саяка — самая красивая из всех членов четвёрки. Но страдает комплексом из-за своей привлекательности.
Сэйю: Митико Нэя

### TWP Staff
Эйити Суо — маменькина дочка. Она проносит всегда свежий сок в 2.00 команде.
Сэйю: Киёюки Янада
Кинта Марукомэ — бывший тренер Аквамарин и алкоголик. Однажды у него снова появился стимул, когда он увидел Мику и её непоколебимую волю к победе то решил снова стать тренером. Позже он занимается подготовкой команды четвёрки.
Сэйю: Синъитиро Мики
Токисиро Хараюку — подросток и механик. Он следит за костюмами главных героинь и чинит их при необходимости. Он также влюблён в Мику. Гинко часто называет его «Кин-кун» (или «Кинстер»).
Сэйю: Хироси Нака

### Shibano Enterprises
Ёко Сибано — генеральный директор компании организатора «Neo Pro-Wrestling». Она дочь Кодзо Сибано. Она также известный борец нэо-рестлинга под псевдонимом Сапфир и была лучшей до Аквамарин
Сэйю: Эми Синохара
Кодзо Сибано — президент международного конгломерата, предприятий Сибано. Очень жестокий и готов цвергнуть конкурентов всеми способами и даже самыми грязными, такими как саботаж и подхалимство.
Сэйю: Наоки Тацута
Аквамарин — королева и чемпионка нео-рестлинга. Несмотря на своё положение она чувствует себя неуверенной, выполнив и потеряв свою жизненную цель. Много лет назад Аквамарин вдохновила Мику взять на себя карьеру нео-борца. Настоящее имя аквамарин — Мидзуэ Умино
Сэйю: Масако Кацуки

## Список эпизодов
- 01. Miku Enters the Ring: The Pretty Four vs. The Devil Sisters
- 02. Miku Starts Training: The Pretty Four w. The Crushers
- 03. Miku Gets Special Training The Pretty Four vs The Lady Ninjas
- 04. Miku Under Suspicion: The Pretty Four vs. The Maskers
- 05. Miku Turns Chicken: The Pretty Four vs. The Beauties of Nature
- 06. Mike Falls Head Over Heels: The Moonlight Jewels vs. The Amazons
- 07. Miku Tells All: The Pretty Four vs. The Star Wolves
- 08. Miku Becomes a Singing Star
- 09. Miku Enters the Finals: To Pretty Four vs. To Moonlight Jewels
- 10. Miku Goes to War: Pretty Miku vs. The Old Man
- 11. Miku Flies In the Sky: Pretty Miku vs. Sapphire
- 12. Miku Drops Out! Miku vs. Eiichi Sou
- 13. Miku become a Star: Pretty Miku vs. Aquamarine